# Бишкураево (Илишевский район)
Бишкураево (баш. Бишҡурай) — село в Илишевском районе Республики Башкортостан Российской Федерации. Административный центр Бишкураевского сельсовета.

## География

### Географическое положение
Расстояние до:
- районного центра (Верхнеяркеево): 26 км,
- ближайшей ж/д станции (Буздяк): 104 км.

## История
Село было основано на вотчинных землях башкир Ельдякской волости Казанской дороги башкирами Киргизской волости. Известно с 1751 года под названием Бишкуразово.

## Население
| 2002 | 2009 | 2010 |
| ---- | ---- | ---- |
| 469  | ↘444 | ↘433 |

Согласно учебному плану, утвержденному в местной школе, родными языками являются башкирский и татарский.

## Религия
В селе есть мечеть.